# Casa de Grimaldi
La dinastía Grimaldi es una casa noble originaria de Italia, fundada por Francisco Grimaldi, que tomó en 1297 el señorío de Mónaco junto a sus soldados vestidos de franciscanos. En aquel principado han reinado sus sucesores hasta la actualidad.

## Familia real monegasca

### El príncipe soberano y su mujer
| MIEMBRO             | MONOGRAMA | PERFIL | EDAD |
| ------------------- | --------- | --- | ---- |
| Príncipe Alberto II |           | Príncipe soberano de Mónaco. Nace en Mónaco el 14 de marzo de 1958 y accede al trono tras la muerte de su padre, el príncipe soberano Rainiero III, el 6 de abril de 2005            | 66   |
| Princesa Charlene   |           | Princesa consorte de Mónaco. De origen plebeyo nace en Bulawayo, Rodesia el 25 de enero de 1978 y accede a la casa real monegasca tras su boda con Alberto II el 1 de julio de 2011. | 47   |

### Los hijos del príncipe soberano
| MIEMBRO           | MONOGRAMA | PERFIL | EDAD |
| ----------------- | --------- | --- | ---- |
| Príncipe Jaime    |           | Príncipe heredero de Mónaco. Nace en La Colle, Mónaco el 10 de diciembre de 2014 y es el heredero inmediato al trono monegasco por decisión de su padre. | 10   |
| Princesa Gabriela |           | Princesa de Mónaco. Nace en La Colle, Mónaco el 10 de diciembre de 2014 y es la segunda en la línea de sucesión al trono monegasco.                      | 10   |

### Las hermanas del príncipe soberano
| MIEMBRO            | MONOGRAMA | PERFIL | EDAD |
| ------------------ | --------- | --- | ---- |
| Princesa Carolina  |           | Princesa de Mónaco y princesa consorte de Hannover. Nace en Montecarlo, Mónaco el 23 de enero de 1957 siendo hija del príncipe soberano Rainiero III de Mónaco y la princesa Grace. Accede a la familia real de Hannover tras su boda con el príncipe Ernesto Augusto V en 1999. Desde el 2009 están separados pero no divorciados. | 68   |
| Princesa Estefanía |           | Princesa de Mónaco. Nace en Montecarlo, Mónaco el 1 de febrero de 1965 siendo hija del príncipe soberano Rainiero III de Mónaco y la princesa Grace. | 60   |

### Los sobrinos del príncipe soberano
| MIEMBRO            | PERFIL | EDAD |
| ------------------ | --- | ---- |
| Andrea Casiraghi   | Nace en La Colle, Mónaco el 8 de junio de 1984 siendo hijo de la princesa Carolina y de su segundo marido Stéfano Casiraghi.                                                | 40   |
| Carlota Casiraghi  | Nace en La Colle, Mónaco el 3 de agosto de 1986 siendo hija de la princesa Carolina y de su segundo marido Stéfano Casiraghi.                                               | 38   |
| Pierre Casiraghi   | Nace en La Colle, Mónaco el 5 de septiembre de 1987 siendo hijo de la princesa Carolina y de su segundo marido Stéfano Casiraghi.                                           | 37   |
| Princesa Alejandra | Princesa de Hannover. Nace en Vöcklabruck, Austria el 20 de julio de 1999 siendo hija de la princesa Carolina y su tercer marido el príncipe Ernesto Augusto V de Hannover. | 25   |
| Louis Ducruet      | Nace en La Colle, Mónaco el 26 de noviembre de 1992 siendo hijo de la princesa Estefanía y su exmarido Daniel Ducruet.                                                      | 32   |
| Pauline Ducruet    | Nace en La Colle, Mónaco el 4 de mayo de 1994 siendo hija de la princesa Estefanía y su exmarido Daniel Ducruet.                                                            | 30   |
| Camille Gottlieb   | Nace en La Colle, Mónaco el 15 de julio de 1998 siendo hija de la princesa Estefanía y su expareja Jean Raymond Gottlieb.                                                   | 26   |

### Otros familiares
| MIEMBRO               | PERFIL | EDAD |
| --------------------- | --- | ---- |
| Tatiana Santo Domingo | Nace en Nueva York, Estados Unidos el 24 de noviembre de 1983 y accede a la casa real monegasca tras su boda con Andrea Casiraghi el 31 de agosto de 2013. | 41   |
| Alexandre Casiraghi   | Nace en Londres, Reino Unido el 21 de marzo de 2013 siendo hijo de Andrea Casiraghi y Tatiana Santo Domingo.                                               | 11   |
| India Casiraghi       | Nace en Londres, Reino Unido el 12 de abril de 2015 siendo hija de Andrea Casiraghi y Tatiana Santo Domingo.                                               | 9    |
| Maximilian Casiraghi  | Nace en Londres, Reino Unido el 19 de abril de 2018 siendo hija de Andrea Casiraghi y Tatiana Santo Domingo.                                               | 6    |
| Raphaël Elmaleh       | Nace en La Colle, Mónaco el 18 de diciembre de 2013 siendo hijo de Carlota Casiraghi y su expareja Gad Elmaleh                                             | 11   |
| Balthazar Rassam      | Nace en La Colle, Mónaco el 23 de octubre de 2018 siendo hijo de Carlota Casiraghi y su exmarido Dimitri Rassam                                            | 6    |
| Beatrice Borromeo     | Nace en San Candido, Italia el 18 de agosto de 1985 y accede a la casa real monegasca tras su boda con Pierre Casiraghi el 25 de julio de 2015             | 39   |
| Stéfano Casiraghi     | Nace en La Colle, Mónaco el 28 de febrero de 2017 siendo hijo de Pierre Casiraghi y Beatrice Borromeo                                                      | 7    |
| Francesco Casiraghi   | Nace en La Colle, Mónaco el 21 de mayo de 2018 siendo hijo de Pierre Casiraghi y Beatrice Borromeo                                                         | 6    |
| Marie Chevallier      | Nace en Mónaco el 28 de diciembre de 1992 y accede a la casa real monegasca tras su boda con Louis Ducruet el 26 de julio de 2019                          | 32   |
| Victoire Ducruet      | Nace en La Colle, Mónaco el 4 de abril de 2023 siendo hija de Louis Ducruet y Marie Chevallier                                                             | 1    |

Una rama menor de la Casa de Grimaldi son los barones de Massy;
- Erik Nicolás Grimaldo Grimaldi (nacido el 28 de septiembre de 2001), proveniente de marqués, hijo del barón Erik Reséndiz Grimaldo, con su primo el soberano de Mónaco.
- Jean-Léonard Taubert-Natta de Massy (nacido en 1974; Jean-Léonard es Barón de Taubert, Conde de Natta y Marqués de Tonco). Hijo de su primer marido, el Barón Bernard Alexandre de Taubert-Natta (1941-1989) (casados en Mónaco, el 19 de enero de 1974 y divorciados el 30 de octubre de 1980). Jean-Léonard contrajo matrimonio en Mónaco el 25 de abril de 2009 con Suzanne Chrimes. Tienen un hijo, Melchior.
- Mélanie-Antoinette Costello de Massy (nacida en 1985). Con su segundo marido, Nicolai Vladimir Costello (n. 1943), también nombrado de Lusignan. Contrajeron matrimonio el 18 de octubre de 1984 en Londres y se divorciaron el 28 de marzo de 1985. Nicolai es coreógrafo de ballet.
- Christian Louis de Massy (Noghès) (nacido en Mónaco, el 17 de enero de 1949). Casado en cuatro ocasiones y con descendencia.
- Christine Alix de Massy (Noghès) (1951-1989), casada en Mónaco el 14 de febrero de 1972 y divorciada en 1976 de Charles Wayne Knecht (nacido en Filadelfia, Pensilvania, el 23 de noviembre de 1944), tuvieron un hijo, Keith Sebastian. Se casó en segundas nupcias el 25 de marzo de 1988 con Leon Leroy, sin descendencia:

## Historia
La historia de la Casa de Grimaldi está inseparablemente unida a la de la República de Génova y a la del principado de Mónaco. La familia Grimaldi desciende de Grimaldo, un estadista genovés de la época las primeras Cruzadas, que pasó a ser cónsul de Génova en 1162, 1170 nuevamente en 1184. Sus innumerables descendientes condujeron expediciones marítimas en el mar Mediterráneo, mar Negro, e incluso en el mar del Norte, y pasaron pronto a ser una de las familias más poderosas de la ciudad de Génova.
Los Grimaldi temían que alguna familia rival pudiera romper el frágil equilibrio político mediante un golpe de Estado que impusiera a un Señor, tal y como había sucedido en otras ciudades de Italia. Entraron en una alianza güelfos con la familia Fieschi y defendieron sus intereses con las armas. Tras una dura derrota, los güelfos fueron desterrados de la Ciudad-Estado en 1271, y tuvieron que refugiarse en sus plazas fuertes en Liguria y en Provenza. Fieles a los duques de Anjou o angevinos, firmaron un pacto con Carlos de Anjou, rey de Nápoles y conde de Provenza, para retomar el control de Génova y prometerse mutuo apoyo. En 1276, aceptaron una paz negociada bajo los auspicios del Papa. Pero solo fue una pausa que no acababa con un estado de guerra civil crónica. No todos los Grimaldi regresaron a Génova, y algunos prefirieron permanecer en sus feudos, desde los que les resultaba más fácil enrolar ejércitos. 
En 1299, los Grimaldi y sus aliados no dudaron en lanzar barcos para atacar el puerto de Génova, antes de atrincherarse en la Riviera francesa occidental. En los años siguientes, los Grimaldi adaptaron sus alianzas a las circunstancias, lo que les permitió regresar con fuerza a las instituciones genovesas. En esa ocasión la familia que resultó desterrada fue la de sus rivales, los Spínola. Durante ese periodo, los partidos güelfos y gibelinos tomaron y abandonaron sucesivamente el castillo genovés de Mónaco, que estaba muy bien situado para lanzar operaciones políticas y militares contra Génova. 
A principios del siglo XIV la Corona de Aragón combatía con los genoveses en las costas de Provenza y de Liguria. En 1353 los barcos nos y aragoneses se reúnen a lo largo de las costas de Cerdeña para enfrentarse a la flota genovesa al mando de Antonio Grimaldi. Sólo 19 galeras genovesas sobrevivieron a la batalla. Al temer una invasión o un bloqueo por parte de los Venecianos, Génova se precipitó a solicitar la protección del Señor de Milán, por lo que se volvió a apartar del poder a los Grimaldi.
Varias de las ramas feudales más antiguas de la Casa Grimaldi se vieron implicadas en esos desórdenes, como los Grimaldi de Antibes, los de Beuil, Niza, Puget, y Sicilia. En 1395, los Grimaldi aprovecharon las discordias de Génova para apoderarse de Mónaco, lo que está en el origen del actual principado. 
Al igual que las otras grandes familias genovesas, los Grimaldi organizaron sus relaciones familiares dentro de una sociedad llamada Albergo. En la reforma institucional de 1528, esta antigua familia señorial pasó a ser uno de los 28 alberghi de la República de Génova. La casa Grimaldi ha dado muchos personajes ilustres, como dogos, cardenales, Senescales, podestás, ministros, gobernadores, banqueros, y muchos oficiales, caballeros de Malta y señores feudales.
Actualmente el Príncipe Soberano de Mónaco Su Alteza Serenísima Alberto II de Mónaco es el Jefe de la Casa Principesca de Mónaco o Casa de Grimaldi.

## Ancestros de la Casa de Grimaldi que pertenecieron o pertenecen a casas reales europeas
La familia real de Mónaco está emparentada por sus ancestros con casas como: casa de Baden, casa de Lorena, casa de Wurtemberg, casa de Hannover, casa de Polignac, casa ducal de Hamilton, casa de Urach, casa de Mérode-Westerloo, casa de Baviera, casa de Liechtenstein, casa de Hesse etc., y un ancestro Guillermo Carlos Florestán Gero Crescencio quien había sido declarado rey de Lituania con el nombre de Mindaugas II de Lituania , aunque se le invalidara su nombramiento después, era el hijo mayor de Guillermo, I duque de Urach (jefe de una rama morganática de la Casa de Württemberg y de su segunda esposa, la princesa Florestina de Mónaco, que actuaba ocasionalmente como regente de Mónaco (hija de Florestán I de Mónaco).
- María de Lorena (París, 12 de agosto de 1674 - Mónaco, 30 de octubre de 1724) fue una aristócrata de la Casa de Lorena por nacimiento, y princesa de Mónaco por su matrimonio con Antonio I de Mónaco. Ella era la madre de Luisa Hipólita de Mónaco, la única princesa soberana de Mónaco.

- Louise d'Aumont (París , 22 de octubre de 1759 - París, 13 de diciembre de 1826 ) fue una noble francés, la única hija de Louis Marie d'Aumont, Duque d'Aumont, duque consorte de Mazarino y de la Meilleraye (1732-17??) y su esposa, Luisa Joan Durfort, duquesa de Mazarino y de la Meilleraye (París, 1 septiembre - París, 17 de marzo de 1781).

- Guillermo I de Urach, Conde Federico Guillermo Alejandro Fernando de Wurtemberg, 1.er duque de Urach (en alemán: Friedrich Wilhelm Alexander Ferdinand Graf von Württemberg; 6 de julio de 1810, Stuttgart - 17 de julio de 1869, Castillo de Lichtenstein) el 15 de febrero de 1863 en Mónaco, se casó con la princesa Florestina de Mónaco (Fontenay, 2 de octubre/22 de octubre de 1833 - Stuttgart, 4 de abril de 1897), hija del príncipe Soberano Florestán I de Mónaco, y tuvieron dos hijos.

- Catalina Carlota de Gramont (1639 - 4 de junio de 1678) fue una aristócrata francesa por nacimiento, y princesa de Mónaco como la esposa de  Luis I de Mónaco.

- Jaime Francisco Leonor Goyon de Matignon Torigni-sur-Vire, 21 de noviembre de 1689 - París, 23 de abril de 1751), conde de Torigni, era hijo de Jacques III Goyon de Matignon y de su esposa, Charlotte Goyon de Matignon. Fue duque de Valentinois y Príncipe consorte de Mónaco (1715 -1731), por su matrimonio con la princesa Luisa Hipólita de Mónaco. Fue el fundador de la rama Grimaldi-Goyon de Matignon.

- María Catalina Brignole (Génova, 7 de octubre de 1737 - Wimbledon, 18 de marzo de 1813) fue por nacimiento una noble genovesa. El 5 de junio de 1757 se convirtió en Princesa consorte de Mónaco, al casarse con Honorato III, príncipe de Mónaco. Su marido falleció en 1795, y en 1798 se casó en segundas nupcias con el noble francés Luis José de Borbón-Condé, príncipe de Condé, y se convirtió en la Princesa consorte de Condé.

- María Victoria Douglas-Hamilton y Baden, conocida como Lady María Victoria Hamilton (inglés: Mary Victoria; 11 de diciembre de 1850 - 14 de mayo de 1922), fue la esposa del príncipe Alberto I de Mónaco y, como tal bisabuela del príncipe Raniero III. Fue hija de sir William Hamilton, XI duque de Hamilton, era prima del emperador Napoleón III y sobrina de la emperatriz Luisa de Rusia y la reina Federica de Suecia, y de su esposa, la princesa María Amelia de Baden por quien la Familia Grimaldi emparentaria con la Princesa Estefanía de Beauharnais, Princesa de Francia y Gran Duquesa de Badén, entre sus descendientes se encuentran los anteriores Reyes de Rumanía y el anterior Rey de Yugoslavia, el presente Rey de los Belgas, el presente Gran Duque de Luxemburgo y el presente Príncipe Soberano de Mónaco y el esposo de esta Carlos II de Baden perteneciente a la rama de los Zähringen, fue hijo del Gran Duque Heredero Carlos Luis de Baden y de la landgravina Amalia de Hesse-Darmstadt, siendo sus abuelos Carlos Federico I de Baden y Luis IX de Hesse-Darmstadt por este lazo también la Casa de Grimaldi tiene cuestión sanguínea con la Casa de Hesse. La Princesa María Victoria se divorció y se casó con el conde Tasziló Festétics de Tólna, un noble húngaro, hijo del conde György László Festétics de Tólna, canciller de Hungría. La pareja tuvo cuatro hijos que son en cierta manera parientes de la Familia Real de Mónaco pues fueron medios hermanos del PríncipeLuis II de Mónacoentre ellos son:

- Condesa Mária Matild Georgina Festétics de Tólna (1881-1953), media hermana del príncipe Luis II de Mónaco y casada con el príncipe Karl Emil von Fürstenberg.

- Príncipe György Tasziló József Festétics de Tólna (1882-1941), medio hermano del príncipe Luis II de Mónaco y casado con la condesa Marie Franziska von Haugwitz.

- Condesa Alexandra Olga Eugénia Festétics de Tólna (1884-1963), media hermana del príncipe Luis II de Mónaco y casada primera con el príncipe Karl von Windisch-Grätz y después con el príncipe Erwin zu Hohenlohe-Waldenburg-Schillingsfürst.

- Condesa Karola Friderika Mária Festétics de Tólna (1888-1951), media hermana del príncipe Luis II de Mónaco y casada con el barón Oskar Gautsch von Frankenthurn.

- Duquesa Amalia María de Baviera (en alemán: Amalie Maria in Bayern) (Múnich, Baviera, 24 de diciembre de 1865 - Stuttgart, Wurtemberg, 26 de mayo de 1912) fue la hija única del duque Carlos Teodoro de Baviera y de su primera esposa, la princesa Sofía de Sajonia. Amalia era miembro de la Casa de Wittelsbach y duquesa de Baviera por nacimiento, contrajo matrimonio con el nieto del Príncipe Florestán I de Mónaco, el duque de Urach Guillermo II de Urach, Rey nominal de Lituania con el nombre de Mindaugas II, hijo de la princesa Florestina de Mónaco por tanto también descendiente de la Casa de Grimaldi.

- Princesa Isabel de Urach (1894-1962) nieta de la princesa Florestina de Mónaco por tanto miembro en línea de la Casa de Grimaldi al ser bisnieta del soberano de Mónaco y se casó con el príncipe Carlos Luis de Liechtenstein (1878-1955), tío de Francisco José II de Liechtenstein, con descendencia.

- Princesa Matilde de Urach (1912-2001), hija de Mindaugas II de Lituania y por tanto también nieta de la princesa Florestina de Mónaco y miembro en línea de la Casa Grimaldi al ser bisnieta del soberano de Mónaco; quien se casó con el príncipe Federico Carlos de Hohenlohe-Waldenburg-Schillingsfürst.

- Condesa Antonieta de Mérode-Westerloo (Antonieta Ghislaine) (Bruselas, 28 de septiembre de 1828 - París, 10 de febrero de 1864), princesa consorte de Mónaco, por su matrimonio con el futuro príncipe Carlos III de Mónaco .Antonieta nació en Bruselas, siendo hija del conde Werner de Mérode (1797-1840) y de su esposa, la condesa Victoire de Spangen d'Uyternesse (1797-1845).  Fue hermana, entre otros seis, de la condesa Luisa de Mérode-Westerloo, madre de la que fuera durante casi tres años reina consorte de España, María Victoria dal Pozzo.

- Príncipe Pedro de Polignac, duque de Valentinois; príncipe de Mónaco (24 de octubre de 1895 - 10 de noviembre de 1964) fue el padre de Raniero III de Mónaco, y por lo tanto abuelo paterno de Alberto II de Mónaco. Fue un promotor de las artes, la música y la literatura en Mónaco y trabajó como representante de la delegación de su país en la UNESCO y en el Comité Olímpico Internacional, fue el cuarto hijo y el más joven del conde Maxence Melchior Edouard Marie Louis de Polignac (Château de Kerscamp, Morbihan, Bretaña, Francia, 13 de diciembre de 1857 - Château de Kerscamp, Bretaña, Francia, 28 de noviembre de 1936) y su esposa mexicana (casados en París, el 10 de octubre de 1881), Susana Mariana Estefanía Francisca de Paula del Corazón de la Torre y Mier (México, 2 de septiembre de 1858 - Talence, Gironde, 15 de agosto de 1913).3 Su madre, Susana (conocida como Suzanne), fue cuñada de la hija de Porfirio Díaz, y parte de la aristocracia mexicana.

- Ernesto Augusto de Hannover (26 de febrero de 1954, Hannover, Alemania Occidental) es el pretendiente al trono de Hannover y es príncipe de Hannover, duque de Brunswick y Luneburgo. Es el esposo de la princesa Carolina de Mónaco con quien tiene una hija, la Princesa Alejandra de Hannover, nacida el 20 de julio de 1999. Es el segundo de los seis hijos que tuvieron Ernesto Augusto IV , príncipe de Hannover y duque de Brunswick y Luneburgo, y su primera esposa, la princesa Ortrudis de Schleswig-Holstein-Sonderburg-Glücksburg. Ernesto es primo hermano de la reina doña Sofía de España, dado que su padre era hermano de la reina Federica de Grecia y primo de la Reina Isabel II de Inglaterra.

- Condesa Beatrice Borromeo (hija del conde Carlos Fernando Borromeo y de su segunda esposa, Paola Marzotto) quien julio de 2015 contrajo matrimonio con Pierre Casiraghi hijo de la princesa Carolina de Mónaco en el salón del trono de palacio.

## Otros datos
- Se estima que la fortuna familiar de la casa de Grimaldi (en realidad Polignac) es superior a los 2500 millones de dólares y es la dinastía que llevaba gobernando el territorio de Mónaco por algo más de 400 años hasta que cambió a la Dinastía Goyon en 1733. Actualmente los gobernantes son de la casa de ascendencia ilegítima de los Polignac desde la ascensión de Rainiero III en 1949.

- La serie Gossip Girl introduce a la familia Grimaldi en su historia en el capítulo uno de la cuarta temporada. Louis Grimaldi, el heredero a la corona de Mónaco en la serie, es interpretado por Hugo Becker. Su ambiciosa hermana, Beatrice Grimaldi, es interpretada Roxane Mesquida y la madre de Louis, Sophie Grimaldi, es interpretada por Joanne Whalley.